# Liste der Preisträger der Japan Expo Awards
Diese Liste nennt alle Preisträger der Japan Expo Awards seit der Erstverleihung der Auszeichnungen im Jahr 2006.
Zwischen 2013 und 2015 fand keine Verleihung statt, in den Jahren 2020 und 2021 wurde die Verleihung aufgrund der COVID-19-Pandemie in Frankreich abgesagt.
Der Preis wird im Rahmen der Japan Expo verliehen.

## Die Preisträger

### 2006
| Kategorie                | Gewinner            |
| ------------------------ | ------------------- |
| Prix Shōnen (Manga)      | Naruto              |
| Prix Shōjo (Manga)       | Fruits Basket       |
| Prix Seinen (Manga)      | Monster             |
| Prix Moriawase (Manga)   | Vagabond            |
| Prix Dessin (Manga)      | Bleach              |
| Prix Scénario (Manga)    | Monster             |
| Prix Adaption (Manga)    | One Piece           |
| Prix Fabrication (Manga) | xxxHolic            |
| Prix Shōnen (Anime)      | Fullmetal Alchemist |
| Prix Shōjo (Anime)       | Cardcaptor Sakura   |
| Prix Seinen (Anime)      | Wolf’s Rain         |
| Prix Moriawase (Anime)   | Haibane Renmei      |
| Prix Dessin (Anime)      | Samurai Champloo    |
| Prix Scénario (Anime)    | Fullmetal Alchemist |
| Prix Doublage (Anime)    | Fullmetal Alchemist |
| Prix Packaging (Anime)   | Samurai Champloo    |

### 2007
| Kategorie                               | Gewinner                                 |
| --------------------------------------- | ---------------------------------------- |
| Grand Prix (Manga)                      | Death Note                               |
| Catégorie Shōnen (Manga)                | C [si:] J Death Note P                   |
| Catégorie Shōjo (Manga)                 | Fruits Basket J Nana P                   |
| Catégorie Seinen (Manga)                | Berserk J Monster P                      |
| Catégorie Moriawase (Manga)             | Yūnagi no Machi, Sakura no Kuni J P      |
| Catégorie Dessin (Manga)                | REAL J Death Note P                      |
| Catégorie Scénario (Manga)              | Death Note J P                           |
| Catégorie Traduction/Adaptation (Manga) | Manga Science                            |
| Catégorie Fabrication (Manga)           | Gogo Monster                             |
| Grand Prix (Anime)                      | Paranoia Agent                           |
| Catégorie Shōnen (Anime)                | Samurai Champloo J Fullmetal Alchemist P |
| Catégorie Shōjo (Anime)                 | Nana J P                                 |
| Catégorie Seinen (Anime)                | Paranoia Agent J Monster P               |
| Catégorie Moriawase (Anime)             | Genshiken J Cowboy Bebop P               |
| Catégorie Character Design              | Ergo Proxy J Chobits P                   |
| Catégorie Scénario                      | Ghost in the Shell J Monster P           |
| Catégorie Version Française             | Monster J Fullmetal Alchemist P          |
| Catégorie Packaging                     | Karas J Record of Lodoss War P           |
| Grand Prix (Filmes asiatiques)          | Shinobi J Nana P                         |
| Grand Prix (Prix ACBD)                  | Barfuß durch Hiroshima                   |

### 2008
| Kategorie                        | Gewinner                                                       |
| -------------------------------- | -------------------------------------------------------------- |
| Grand Prix (Manga)               | 20th Century Boys                                              |
| Prix Shōnen (Manga)              | One Piece                                                      |
| Prix Shōjo (Manga)               | Tenshi Nanka Ja Nai                                            |
| Prix Seinen (Manga)              | Übel Blatt                                                     |
| Prix Moriawase (Manga)           | Kyūso wa Chīzu no Yume o Miru                                  |
| Prix Public Virgin               | Eyeshield 21                                                   |
| Grand Prix (Anime)               | Neon Genesis Evangelion                                        |
| Prix Shōnen (Anime)              | Fullmetal Alchemist: Conqueror of Shamballa                    |
| Prix Shōjo (Anime)               | xxxHolic                                                       |
| Prix Seinen (Anime)              | Ergo Proxy                                                     |
| Prix Moriawase (Anime)           | Das Mädchen, das durch die Zeit sprang                         |
| Prix du meilleur film            | I’m a Cyborg, But That’s OK                                    |
| Prix de la meilleure édition DVD | The Host                                                       |
| Prix du meilleur artiste/groupe  | L’Arc-en-Ciel                                                  |
| Prix du meilleur album           | Olivia Lufkin – Olivia Inspi' Reira (Trapnest)                 |
| Prix du meilleur jeu sur console | Devil May Cry 4                                                |
| Grand Prix (Prix ACBD)           | Le Visiteur du Sud, le journal de Monsieur oh en Corée du Nord |
| Prix spécial                     | Kazuo Koike, Go Nagai, Takeshi Obata                           |

### 2009
| Kategorie                            | Gewinner                                                                   |
| ------------------------------------ | -------------------------------------------------------------------------- |
| Meilleur Shōnen (Manga)              | Fairy Tail                                                                 |
| Meilleur Shōjo (Manga)               | Vampire Knight                                                             |
| Meilleur Seinen (Manga)              | Detroit Metal City                                                         |
| Meilleure Édition                    | Black Jack (Édition Deluxe) (Manga) Death Note (Intégrale Édition) (Anime) |
| Meilleure série adaptée de manga     | Death Note                                                                 |
| Meilleure série originale            | Elfen Lied                                                                 |
| Meilleur film en prise de vue réelle | Sukiyaki Western Django                                                    |
| Meilleur film d'animation            | Das Mädchen, das durch die Zeit sprang                                     |
| Meilleure Édition                    | Das Mädchen, das durch die Zeit sprang                                     |
| Meilleur artiste/groupe              | Anna Tsuchiya                                                              |
| Meilleur album                       | LM.C – Gimmical*Impact!!                                                   |
| Meilleure bande originale            | Anna Tsuchiya, Olivia Lufkin – Nana Best                                   |
| Meilleur jeu sur console de salon    | Metal Gear Solid 4: Guns of the Patriot                                    |
| Meilleur jeu console portable        | Professor Layton und das geheimnisvolle Dorf                               |
| Grand Prix (Prix ACBD)               | Undercurrent                                                               |

### 2010
| Kategorie                                     | Gewinner                                |
| --------------------------------------------- | --------------------------------------- |
| Prix du meilleur Shōnen (Manga)               | Black Butler                            |
| Prix du meilleur Shōjo (Manga)                | Fujoshi Rumi                            |
| Prix du meilleur Seinen (Manga)               | Ikigami                                 |
| Prix de la meilleure édition (Manga)          | RG Veda (Édition deluxe de Clamp)       |
| Prix de la meilleure série adaptée d'un manga | Soul Eater                              |
| Prix de la meilleure série originale          | Code Geass                              |
| Prix de la meilleure édition (Anime)          | Fullmetal Alchemist (Édition collector) |
| Prix du meilleur film en prise de vue réelle  | Crows Zero                              |
| Prix du meilleur film d'animation             | Ein Sommer mit Coo                      |
| Prix de la meilleure édition                  | Piano Forest (Collector box)            |
| Prix du meilleur groupe/artiste               | Hyde                                    |
| Prix du meilleur album                        | Mucc – Kyutai                           |
| Prix de la meilleure bande originale          | Piano Forest – Recueil Musical          |
| Prix du meilleur jeu sur console de salon     | Tales of Vesperia                       |
| Prix du meilleur jeu sur console portable     | Dissidia: Final Fantasy                 |
| Grand Prix (Prix ACBD)                        | Pluto                                   |

### 2011
| Kategorie                                     | Gewinner                                  |
| --------------------------------------------- | ----------------------------------------- |
| Prix du meilleur Shōnen (Manga)               | Bakuman                                   |
| Prix du meilleur Shōjo (Manga)                | Maid Sama!                                |
| Prix du meilleur Seinen (Manga)               | Kami no Shizuku                           |
| Prix de la meilleure édition (Manga)          | Quartier lointain (Édition Spéciale Film) |
| Prix de la meilleure série adaptée d'un manga | Black Butler                              |
| Prix de la meilleure série originale          | Code Geass: Lelouch of the Rebellion (R2) |
| Prix de la meilleure édition (Anime)          | The Vision of Escaflowne                  |
| Prix du meilleur film en prise de vue réelle  | Ikigami                                   |
| Prix du meilleur film d'animation             | Summer Wars                               |
| Prix de la meilleure édition                  | Professor Layton und die ewige Diva       |
| Prix du meilleur groupe/artiste               | Aural Vampire                             |
| Prix du meilleur album                        | Flow – Microcosm                          |
| Prix du meilleur jeu sur console de salon     | Naruto Shippuden: Ultimate Ninja Storm 2  |
| Prix du meilleur jeu sur console portable     | Kingdom Hearts: Birth by Sleep            |
| Grand Prix (Prix ACBD)                        | Elmer                                     |

### 2012
| Kategorie                                     | Gewinner                           |
| --------------------------------------------- | ---------------------------------- |
| Prix du meilleur Shōnen (Manga)               | GTO: 14 Days in Shonan             |
| Prix du meilleur Shōjo (Manga)                | Dengeki Daisy                      |
| Prix du meilleur Seinen (Manga)               | Ashita no Joe                      |
| Prix de la meilleure série adaptée d'un manga | Fullmetal Alchemist: Brotherhood   |
| Prix de la meilleure série originale          | Eden of the East                   |
| Prix du meilleur jeu sur console de salon     | The Legend of Zelda: Skyward Sword |
| Prix du meilleur jeu sur console portable     | Super Mario 3D Land                |
| Grand Prix (Prix ACBD)                        | Une Vie dans les Marges 2          |
| Grand Prix (Prix ATEP)                        | Nonnonba                           |
| Prix Spécial                                  | Flow, Naoki Urasawa                |

### 2016
| Kategorie                                       | Gewinner                      |
| ----------------------------------------------- | ----------------------------- |
| Daruma d’or manga J                             | Last Hero Inuyashiki          |
| Daruma de la meilleure nouvelle série (Manga) J | Ajin                          |
| Daruma du patrimoine J                          | Cette ville te tuera          |
| Daruma du meilleur manga international J        | Radiant                       |
| Daruma du meilleur scénario J                   | Dēmokratía                    |
| Daruma du meilleur dessin J                     | Bride Stories                 |
| Daruma de la meilleure fabrication J            | Cutey Honey                   |
| Daruma d’or anime J                             | Terror in Resonance           |
| Daruma du meilleur scénario J                   | The Garden of Words           |
| Daruma de la meilleure réalisation J            | One Punch Man                 |
| Daruma du meilleur chara-design J               | Attack on Titan               |
| Daruma de la meilleure bande originale J        | Kill la Kill                  |
| Daruma de la meilleure édition J                | Mamoru Hosoda Animation Works |
| Daruma du meilleur shôjo P                      | Blue Spring Ride              |
| Daruma du meilleur seinen P                     | Ajin                          |
| Daruma du meilleur shônen P                     | Tokyo Ghoul                   |
| Daruma de la meilleure série originale P        | Psycho-Pass 2                 |
| Daruma de la meilleure série adaptée P          | Attack on Titan               |
| Daruma du meilleur film et OAV P                | Le Voyage de Chihiro          |

### 2017
| Kategorie                                                        | Gewinner                               |
| ---------------------------------------------------------------- | -------------------------------------- |
| Daruma d’or manga J                                              | My Hero Academia                       |
| Daruma de la meilleure nouvelle série J                          | One Punch Man                          |
| Daruma du meilleur scénario J                                    | Dédale                                 |
| Daruma du meilleur dessin J                                      | Dead Dead Demon’s Dededede Destruction |
| Daruma du meilleur manga international J                         | Outlaw Players                         |
| Daruma du patrimoine J                                           | Barfuß durch Hiroshima                 |
| Daruma de la meilleure fabrication - Prix du jury de la création | Takeru                                 |
| Daruma d’or anime J                                              | Your Name.                             |
| Daruma de la meilleure réalisation J                             | Your Name.                             |
| Daruma du meilleur scénario J                                    | Your Name.                             |
| Daruma de la meilleure bande originale J                         | Your Name.                             |
| Daruma de la meilleure édition J                                 | Le Garçon et la Bête                   |
| Daruma du meilleur seinen P                                      | Les Enfants de la baleine              |
| Daruma du meilleur shôjo P                                       | Takade to Hana                         |
| Daruma du meilleur shônen P                                      | One Punch Man                          |
| Daruma du meilleur film et OAV P                                 | Your Name.                             |
| Daruma du meilleur simulcast P                                   | Yūri!!! On Ice                         |

### 2018
| Kategorie                                                        | Gewinner                                            |
| ---------------------------------------------------------------- | --------------------------------------------------- |
| Daruma d’or manga J                                              | A Silent Voice                                      |
| Daruma de la meilleure nouvelle série J                          | To Your Eternity                                    |
| Daruma du meilleur scénario J                                    | Golden Kamui                                        |
| Daruma du meilleur dessin J                                      | Levius Est                                          |
| Daruma du meilleur manga international J                         | Green Mechanic                                      |
| Daruma du patrimoine J                                           | Je suis Shingo                                      |
| Daruma de la meilleure fabrication - Prix du jury de la création | Les Guardiens du Louvre                             |
| Daruma d’or anime J                                              | Dans un recoin de ce monde                          |
| Daruma du meilleur scénario J                                    | Yūri!!! On Ice                                      |
| Daruma de la meilleure série adaptée J                           | My Hero Academia                                    |
| Daruma de la meilleure série originale J                         | Yūri!!! On Ice                                      |
| Daruma du meilleur film / OAV J                                  | Dans un recoin de ce monde                          |
| Daruma de la meilleure édition - Prix du jury de la création     | Psycho-Pass – Integrale (Édition collector limitée) |
| Daruma du meilleur seinen P                                      | Aprés la pluie                                      |
| Daruma du meilleur shôjo P                                       | Card Captor Sakura – Clear Card Arc                 |
| Daruma du meilleur shônen P                                      | My Hero Academia                                    |
| Daruma de la meilleure bande originale P                         | Attack on Titan S2                                  |
| Daruma du meilleur simulcast P                                   | My Hero Academia S2                                 |

### 2019
| Kategorie                                                        | Gewinner                             |
| ---------------------------------------------------------------- | ------------------------------------ |
| Daruma d’or manga J                                              | L’Atelier des sorciers               |
| Daruma du meilleur dessin J                                      | Les Montagnes hallucinées            |
| Daruma du meilleur manga international J                         | Lastman Stories                      |
| Daruma de la meilleure nouvelle série J                          | The Promised Neverland               |
| Daruma du patrimoine J                                           | Akira Édition originale              |
| Daruma du meilleur scénario J                                    | The Promised Neverland               |
| Daruma de la meilleure fabrication - Prix du jury de la création | Les Montagnes hallucinées            |
| Daruma du meilleur one shot (prix des libraires canal BD)        | Souvenirs d’Emanon                   |
| Daruma d’or anime J                                              | A Silent Voice                       |
| Daruma de la meilleure série originale J                         | The Beginning                        |
| Daruma de la meilleure série adaptée J                           | Les Brigades immunitaires            |
| Daruma du meilleur film J                                        | A Silent Voice                       |
| Daruma de la meilleure édition - Prix du jury de la création     | Death Note Édition collector limitée |
| Daruma du meilleur seinen P                                      | L’Atelier des sorciers               |
| Daruma du meilleur shôjo P                                       | Orange                               |
| Daruma du meilleur shônen P                                      | Im – Great Priest Imhotep            |
| Daruma du meilleur anime dramatique P                            | A Silent Voice                       |
| Daruma du meilleur anime comique P                               | Food Wars – The Third Plate          |

### 2022
| Kategorie                                  | Gewinner                                                                                          |
| ------------------------------------------ | ------------------------------------------------------------------------------------------------- |
| Daruma d’or (Meilleur manga de l'année)    | Spy × Family                                                                                      |
| Daruma d’or (Meilleur anime de l'année)    | Demon Slayer: Kimetsu no Yaiba, le Film: Le train de l’infini/Le quartier des plaisirs (série TV) |
| Daruma du meilleur manga d'action          | Chainsaw Man                                                                                      |
| Daruma du meilleur manga de romance        | Kaguya-sama: Love is War                                                                          |
| Daruma du meilleur manga à suspense        | Time Shadows                                                                                      |
| Daruma du meilleur manga tranche de vie    | Blue Period                                                                                       |
| Daruma de la meilleure fabrication         | Fullmetal Alchemist                                                                               |
| Daruma du meilleur one shot                | Death Note Short Stories                                                                          |
| Daruma de la French Touch                  | Jizo                                                                                              |
| Daruma du meilleur nouveau manga           | Les Carnets de l’apothicaire                                                                      |
| Daruma du patrimoine                       | Slam Dunk                                                                                         |
| Daruma du meilleur dessin                  | Chainsaw Man                                                                                      |
| Daruma du meilleur scénario                | Chainsaw Man                                                                                      |
| Daruma du meilleur anime d'action          | Demon Slayer: Kimetsu no Yaiba, le Film: Le train de l’infini/Le quartier des plaisirs (série TV) |
| Daruma du meilleur anime de romance        | Fruits Basket The Final Season                                                                    |
| Daruma du meilleur anime de suspense       | Moriarty the Patriot                                                                              |
| Daruma du meilleur anime de tranche de vie | Komi cherche ses mots                                                                             |
| Daruma du meilleur film                    | Demon Slayer: Kimetsu no Yaiba, le Film: Le train de l’infini                                     |
| Daruma de la meilleure bande originale     | Demon Slayer: Kimetsu no Yaiba, le Film: Le train de l’infini/Le quartier des plaisirs (série TV) |
| Daruma de la meilleure création originale  | SK∞ the Infinity                                                                                  |
| Daruma du meilleur opening                 | Who-ya Extended – Vivid Vice (Jujutsu Kaisen)                                                     |
| Daruma du meilleur ending                  | Yuko Ando – Shock (Attack on Titan The Final Season)                                              |
| Daruma de la meilleure réalisation         | Demon Slayer: Kimetsu no Yaiba, le Film: Le train de l’infini/Le quartier des plaisirs (série TV) |

### 2023
| Kategorie                                  | Gewinner                                                           |
| ------------------------------------------ | ------------------------------------------------------------------ |
| Daruma du meilleur manga                   | Chainsaw Man                                                       |
| Daruma du meilleur anime                   | Cyberpunk: Edgerunners                                             |
| Daruma du meilleur manga d'action          | Sakamoto Days                                                      |
| Daruma du meilleur manga de romance        | Kowloon Generic Romance                                            |
| Daruma du meilleur manga à suspense        | Fool Night                                                         |
| Daruma du meilleur manga de tranche de vie | Look Back                                                          |
| Daruma du meilleur one shot                | Look Back                                                          |
| Daruma de la meilleure fabrication         | Veil de Kotteri!                                                   |
| Daruma de la French Touch                  | Space Punch                                                        |
| Daruma du patrimoine                       | City Hunter                                                        |
| Daruma du nouveau manga                    | Call of the Night                                                  |
| Daruma du meilleur dessin                  | Veil de Kotteri!                                                   |
| Daruma du meilleur scenario                | A Journey beyond Heaven                                            |
| Daruma du meilleur anime d'action          | Cyberpunk: Edgerunners                                             |
| Daruma du meilleur anime de romance        | Kaguya-sama: Love is War –Ultra Romantic–                          |
| Daruma du meilleur anime à suspens         | Time Shadows                                                       |
| Daruma du meilleur anime de tranche de vie | Spy × Family                                                       |
| Daruma de la meilleure bande originale     | Bocchi the Rock!                                                   |
| Daruma du Meilleur Opening                 | Kenshi Yonezu – Kick Back (Chainsaw Man)                           |
| Daruma du Meilleur Ending                  | Ai Higuchi – Akuma no Ko (Attack on Titan The Final Season Part 2) |
| Daruma du Meilleur Long-Métrage            | Jujutsu Kaisen 0                                                   |
| Daruma de la meilleure création originale  | Mobile Suit Gundam: The Witch from Mercury                         |
| Daruma de la meilleure réalisation         | Cyberpunk: Edgerunners                                             |

### 2024
| Kategorie                                  | Gewinner                           |
| ------------------------------------------ | ---------------------------------- |
| Daruma du meilleur manga                   | Sakamoto Days                      |
| Daruma du meilleur anime                   | Frieren                            |
| Daruma du meilleur manga d'action          | Gachiakuta                         |
| Daruma du meilleur manga de romance        | Blue Box                           |
| Daruma du meilleur manga à suspense        | The Summer Hikaru Died             |
| Daruma du meilleur manga de tranche de vie | Hirayasumi                         |
| Daruma du meilleur one shot                | Adieu Eri                          |
| Daruma de la meilleure fabrication         | Soul Eater                         |
| Daruma de la French Touch                  | Ripper                             |
| Daruma du patrimoine                       | Le Voyage de Shuna                 |
| Daruma du nouveau manga                    | Hirayasumi                         |
| Daruma du meilleur dessin                  | Sakamoto Days                      |
| Daruma du meilleur scenario                | Adieu Eri                          |
| Daruma du meilleur anime d'action          | Jujutsu Kaisen (Staffel 2)         |
| Daruma du meilleur anime de romance        | My Happy Marriage                  |
| Daruma du meilleur anime à suspense        | Les Carnets de l’apothicaire       |
| Daruma du meilleur anime de tranche de vie | Frieren                            |
| Daruma de la meilleure bande originale     | Suzume                             |
| Daruma du Meilleur Opening                 | Yoasobi – Idol (Oshi no Ko)        |
| Daruma du Meilleur Ending                  | milet – Anytime Anywhere (Frieren) |
| Daruma du Meilleur Long-Métrage            | The First Slam Dunk                |

### Belege
1. ↑  Les Awards 2006. In: Bdfugue.com. Abgerufen am 17. Februar 2024 (französisch).
2. ↑  Japan Expo Awards 2017: les lauréats. In: Toutenbd.com. 2. August 2007, abgerufen am 17. Februar 2024 (französisch).
3. ↑  Thomas Clément: Le palmarès des Japan Expo Awards 2008 dévoilé. In: Bandedessinee.info. 7. Juli 2008, abgerufen am 17. Februar 2024 (französisch).
4. ↑  Thomas Clément: Japan Expo Awards 2009 : Le palmarès. In: Bandedessinee.info. 7. Juli 2009, abgerufen am 17. Februar 2024 (französisch).
5. ↑  Japan Expo Awards 2010 - les résultats. In: Manga-news.com. 1. Juli 2010, abgerufen am 17. Februar 2024 (französisch).
6. ↑  Japan Expo Awards 2011 - Les résultats. In: Manga-news.com. 11. Juli 2011, abgerufen am 17. Februar 2024 (französisch).
7. ↑  Rebecca Silverman: JX Awards. In: Anime News Network. 20. Juli 2012, abgerufen am 17. Februar 2024 (englisch).
8. ↑  Sandra Bernard: Les Japan Expo Awards 2016 : le palmarès. In: Toutelaculture.com. 16. April 2016, abgerufen am 17. Februar 2024 (französisch).
9. ↑  Laurent Koffel: Palmarès des Japan Expo Awards 2017. In: Coyotemag.fr. 7. März 2017, abgerufen am 17. Februar 2024 (französisch).
10. ↑  Le film "Dans un recoin de ce monde" et le manga "A Silent Voice" grands vainqueurs des Japan Expo Awards. In: RTBF. 23. Februar 2018, abgerufen am 17. Februar 2024 (französisch).
11. ↑  Hadrien Chidiac: Les mangas «L’Atelier des sorciers» et «The Promised Neverland» primés aux Daruma, les prix de la Japan Expo. In: Le Parisien. 28. Februar 2019, abgerufen am 17. Februar 2024 (französisch).
12. ↑  Daruma 2022: les résultats. In: Japan Expo. 18. Juli 2022, abgerufen am 25. Februar 2024 (französisch).
13. ↑  Les vainqueurs des Daruma 2023. In: Japan Expo. 14. Juli 2023, abgerufen am 17. Februar 2024 (französisch).
14. ↑  Les vainqueurs des Daruma 2024. In: Japan Expo. 12. Juli 2024, abgerufen am 12. Juli 2024 (französisch).